# Ковальов Сергій Вікторович (російський футболіст)
Сергій Вікторович Ковальов (нар. 13 серпня 1972, Воронеж) — радянський та російський футболіст, що грав на позиції захисника. Відомий за виступами у складі низки російських клубів. зокрема у складі клубу «Динамо-Газовик» з Тюмені у вищій російській лізі.

## Клубна кар'єра
Сергій Ковальов є вихованцем воронезької СДЮСШОР ВДФСТ профспілок. У 1987—1990 роках залучався до ігор юнацької збірної СРСР різних вікових груп. На футбольному полі дебютував у фарм-клубі воронезького «Факела» «Факел-МЦОП» у 1989 році в аматорській лізі. Наступного року молодого футболіста включили до складу «Факела», проте за воронезьку команду Ковальов так і не зіграв, і ще на початку сезону перейшов до складу московського «Динамо», за яке зіграв протягом року 22 матчі в дублюючому складі. У 1991 році став гравцем команди першої ліги «Геолог» з Тюмені, за яку зіграв до кінця року 10 матчів. Наступного року в складі тюменської команди, яку перейменували на «Динамо-Газовик», грав у вищій російській лізі, де провів 25 матчів. Після вибуття тюменського клубу з вищої ліги протягом року Ковальов не грав у професійних командах. У 1994 році грав у російських командах другої ліги «Іргіз» (Балаково) та «Спартак» (Анапа). З 1995 до 1999 року з перервою у виступах грав у іншому клубі другої ліги «Локомотив» (Лиски), після чого у професійних командах не грав. У 2000—2001 роках Сергій Ковальов грав у складі аматорської команди «Газовик» з Острогозька. У 2008 році він тренував воронезьку аматорську команду «Факел-СтройАрт».